# کانیه‌ته
کانیه‌ته (به اسپانیایی: Cañete) یک شهرستان در شیلی است که در استان آرائوکو واقع شده‌است. کانیه‌ته ۷۶۰٫۴ کیلومتر مربع مساحت و ۳۱٬۸۰۵ نفر جمعیت دارد و ۸۰ متر بالاتر از سطح دریا واقع شده‌است.